# Lulicika, Kărdjali
Lulicika (în bulgară Луличка) este un sat în comuna Krumovgrad, regiunea Kărdjali,  Bulgaria. 

## Demografie
Componența etnică a satului Lulicika
     Turci (90,26%)
     Nicio identificare (9,73%)
     Altele (0%)
La recensământul din 2011, populația satului Lulicika era de 226 locuitori. Din punct de vedere etnic, majoritatea locuitorilor (90,26%) erau turci. Pentru 9,73% din locuitori nu este cunoscută apartenența etnică.